# Adient
Adient plc er en multinational amerikansk-irsk producent af bilsæder. De har hovedkvarter i Plymouth, Michigan. I 2017 leverede de bilsæder til 25 millioner køretøjer.
I 2016 havde de en omsætning på 17 mia. US$ og 86.000 ansatte.
Adient blev etableret ved et virksomheds-spin-off fra Johnson Controls i 2016.